# Rezza
Rezza település Franciaországban, Corse-du-Sud megyében. Lakosainak száma 70 fő (2022. január 1.). Rezza Azzana, Guagno, Pastricciola és Tavera községekkel határos.

## Népesség
A település népessége az elmúlt években az alábbi módon változott:
| Lakosok száma | 71   | 47   | 50   | 90   | 53   | 52   | 54   | 62   | 65   | 70   |
|               | 1968 | 1982 | 1990 | 2006 | 2013 | 2015 | 2017 | 2019 | 2020 | 2022 |